# Paul Juusten
Paul Justen, alt Paulus Juusten, född omkring 1516 i Juustila by i Viborg socken, död 22 augusti 1575 i Åbo, var en finländsk biskop under den svenska tiden.

## Biografi
Juusten studerade 1543–1546 vid Wittenbergs universitet och var rektor för katedralskolan i Åbo 1548–1554. Sistnämnda år utnämndes han till den förste biskopen i Viborgs stift och ett decennium senare förflyttades till biskopsstolen i Åbo, där han var biskop 1563–1575.
År 1569 sändes Juusten av kung Johan III som svenskt sändebud till tsar Ivan i Moskva, vars ovilja de svenska legaterna råkade ådra sig. Juusten utsattes för usel behandling och kastades i fängelse och kvarhölls där i tre år. Slutligen frigiven, återkom han till Finland med en förstörd hälsa och avled i sin hemstad Åbo.
År 1574 översatte han Luthers lilla katekes till finska och under vistelsen i Ryssland sammanskrev han för finska prästerskapet en analys av årets predikotexter, som förblev otryckt. Professor Henrik Gabriel Porthan ombesörjde utgivandet av hans berättelse om sin beskickning till Ryssland "Acta legationis moscoviticæ", samt hans Finlands biskopskrönika "Chronicon episcoporum Finlandensium". 
Biskopen blev adlad 1572 av kung Johan III. Han var en av de biskopar, som på konungens befallning under iakttagande av katolska ceremonier vigde Laurentius Petri Gothus till ärkebiskop.